# 陶薩

陶薩是哥倫比亞的城鎮，位於該國中部，由昆迪納馬卡省負責管轄，距離首府波哥大80公里，始建於1600年8月，面積204平方公里，海拔高度3,010米，2005年人口7,575。
5°12′N 73°53′W / 5.200°N 73.883°W